# Strike Entertainment
Strike Entertainment — американская кинокомпания, основанная в 2002 году Марком Абрахамом, Томасом Блиссом и Эриком Ньюманом. Дистрибьютером фильмов компании является студия «Universal Pictures». Первым фильмом компании стал фильм «Сокровище Амазонки» со Скалой в главной роли. Судьба предстоящего фильма «Волшебное королевство» пока ещё сообщается.

## Список фильмов компании Strike Entertainment
- Сокровище Амазонки / The Rundown (2003)
- Рассвет мертвецов / Dawn of the Dead (2004)
- Добейся успеха вновь / Bring It On Again (2004)
- Пошли в тюрьму / Let's Go to Prison (2006)
- Дитя человеческое / Children of Men (2006)
- Слизняк / Slither (2006)
- Мой домашний динозавр / The Water Horse: Legend of the Deep (2007)
- Проблеск гениальности / Flash of Genius (2008)
- Последнее изгнание дьявола / The Last Exorcism (2010)
- Нечто / The Thing (2011)
- Время / In Time (2011)
- Железный кулак / The Man with the Iron Fists (2012)
- Последнее изгнание дьявола: Второе пришествие / The Last Exorcism Part II (2013)
- Робокоп / RoboCop (2014)